# Smollerup Sogn
Smollerup Sogn er et sogn i Viborg Domprovsti (Viborg Stift).

## Historie
I 1800-tallet var Mønsted Sogn og Smollerup Sogn annekser til Daugbjerg Sogn. Alle 3 sogne hørte til Fjends Herred i Viborg Amt. Daugbjerg-Mønsted-Smollerup sognekommune blev ved kommunalreformen i 1970 indlemmet i Fjends Kommune, som ved strukturreformen i 2007 indgik i Viborg Kommune.

## Kirken og klokken
I Smollerup Sogn ligger Smollerup Kirke, som har Nordens ældste fungerende kirkeklokke fra cirka år 1100. Den ældste klokke er på Hedeby-museet og er fra cirka år 950.

## Stednavne
I sognet findes følgende autoriserede stednavne:
- Lånum (bebyggelse, ejerlav)
- Lånum Bæk (vandareal)
- Smollerup (bebyggelse, ejerlav)
- Øster Børsting (bebyggelse, ejerlav)